# Hermann Ernecke

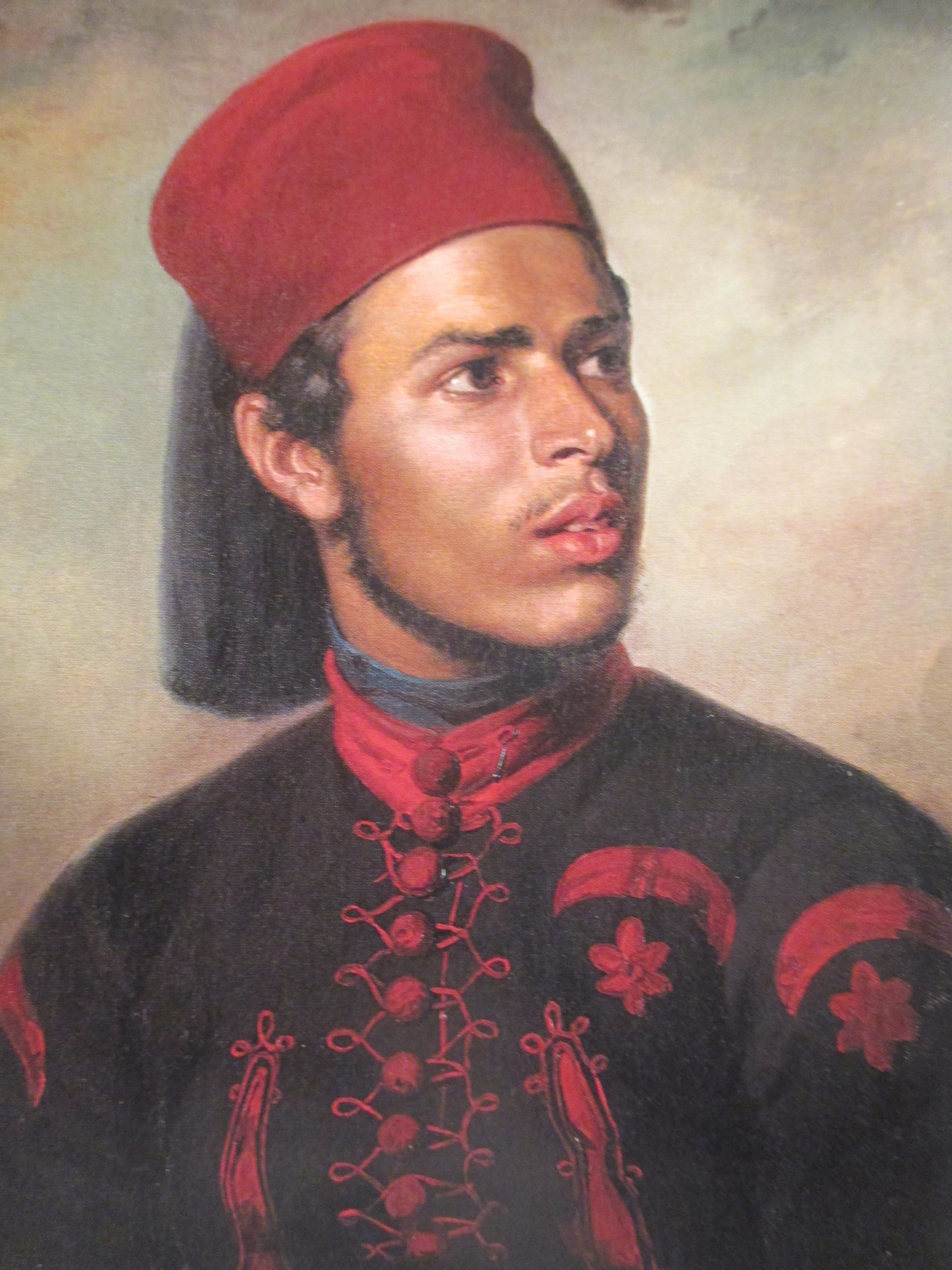
Junger Mann im Fes

Hermann Ernecke (* 7. November 1817 in Berlin; † 12. Juni 1894 ebenda) war ein deutscher Porträt- und Genremaler.
Hermann Ernecke studierte an der Preußischen Akademie der Künste Berlin bei Ferdinand Hübner. Nach dem Studium blieb er in Berlin als freischaffender Porträt- und Genremaler. Ab 1839 nahm er an den Akademieausstellungen teil. 1893 zeigte er das Porträt des Kaisers Friedrich III. Er schuf auch Porträts der Sängerin Pauline Lucca, der Maler Hermann Kretzschmer und Alexander Neumann sowie des Bildhauers Otto Büchting (1827–1893).